# Herrarnas lagtävling i florett vid olympiska sommarspelen 1980
Herrarnas lagtävling i florett i de olympiska fäktningstävlingarna 1980 i Moskva avgjordes den 25-26 juli.

## Medaljörer
| Event        | Guld                                                                                      | Silver                                                                                               | Brons                                                             |
| Florett, lag | Frankrike Didier Flament Pascal Joylot Bruno Boscherie Philippe Bonin Frederic Pietruszka | Sovjetunionen Aleksandr Romankov Vladimir Smirnov Sarbizjan Ruziev Asjot Karagian Vladimir Lapitskij | Polen Adam Robak Bogusław Zych Lech Koziejowski Marian Sypniewski |

## Laguppställningar
| Kuba - Efigenio Favier - Guillermo Betancourt - Heriberto González - Pedro Hernández Östtyskland - Siegmar Gutzeit - Hartmuth Behrens - Adrian Germanus - Klaus Kotzmann - Klaus Haertter Frankrike - Frédéric Pietruszka - Didier Flament - Pascal Jolyot - Philippe Bonin - Bruno Boscherie | Storbritannien - John Llewellyn - Steven Paul - Rob Bruniges - Pierre Harper Ungern - István Szelei - Ernő Kolczonay - András Papp - László Demény - Jenő Pap Kuwait - Ahmed Al-Ahmed - Khaled Al-Awadhi - Ali Al-Khawajah - Kifah Al-Mutawa | Poland - Adam Robak - Bogusław Zych - Lech Koziejowski - Marian Sypniewski Rumänien - Petru Kuki - Mihai Ţiu - Sorin Roca - Tudor Petruş Sovjetunionen - Aleksandr Romankov - Volodymjr Smjrnov - Sabirzjan Ruzijev - Asjot Karagjan - Vladimir Lapitskj |